# Wotu-Wolio-Sprachen
Die Wotu-Wolio-Sprachen bilden einen Zweig der malayo-polynesischen Sprachen innerhalb der austronesischen Sprachen. Die Gruppe von eng miteinander verwandten Sprachen wird auf den Inseln Buton, Selayar und Kalao, sowie in der Umgebung der Ortschaft Wotu in Südsulawesi gesprochen. Sie werden als Untergruppe der Celebic-Sprachen klassifiziert.
Einzelsprachen sind:
- Kalao: Kalao, Laiyolo
- Wolio–Kamaru: Wolio, Kamaru
- Wotu